# Aderus tovarensis
Aderus tovarensis é uma espécie de inseto besouro da família Aderidae. Foi descrita cientificamente por Maurice Pic em 1921.

## Distribuição geográfica
Habita na Venezuela.